# Karl Helmersson
Karl Helmersson, född den 28 oktober 1979 i Mariestad, är en svensk ishockeytränare som är huvudtränare för Västerås IK i Hockeyallsvenskan.

## Biografi
Karl Helmersson är bror till före detta ishockeyspelaren Per Helmersson som tidigare spelat för bland annat Västerås IK och Skellefteå AIK.

### Spelarkarriär
Karl Helmersson började sin karriär i HV71 Blue Bulls J20 (nuvarande HV71 J20:s ungdomsverksamhet). Säsongen 1997–1998 gjorde han sin första säsong i Elitserien och säsongen efter spelade han även i dåvarande Elitserien (kallas numera SHL). År 1999 gick han över till att spela för Tranås AIF och han spelade senare för Mariestad BoIS HC åren 2000–2003 och från 2008 till säsongen 2011–2012. Han spelade mestadels i Division 1 och Hockeyallsvenskan då han spelade för Troja Ljungby från säsongen 2003–2004 till säsongen 2005–2006. 2008–2009 spelade han även för moderklubben Mariestad BoIS HC i Hockeyallsvenskan. 
Han lade av som spelare efter säsongen år 2012.

### Tränarkarriär
Hans första jobb som tränare var som assisterande tränare i Mariestad BoIS HC J20-lag. Han blev tränare säsongen efter att han lade skridskorna på hyllan som spelare. Han blev J20-tränare säsongen 2012–2013 och som tränare lyckades han föra laget till en förstaplats i den södra serien. Laget blev dock ej uppflyttat. Han tog över som en assisterande tränare för Mariestad BoIS HC A-lag säsongen därpå i en säsong innan han blev huvudtränare för Mariestad BoIS HC. Han ledde laget som huvudtränare från säsongen 2013–2014 till säsongen 2017–2018 då han blev huvudtränare för Tranås AIF. Under tiden i Tranås AIF lyckades han som bäst nå en tredjeplats i Hockeyettans grundserie. Han tränade Tranås från säsongen 2018–2019 till 2019–2020.

### BIK Karlskoga
BIK Karlskoga anställde Karl Helmersson för att ersätta Nicklas Czarnecki som inte fick ett förlängt kontrakt av klubben. Helmersson anställdes säsongen 2018–2019 med en kontraktslängd på 2 år. Under hans första säsong i klubben kom Karlskoga trea i grundserien men kom "bara" trea i slutspelsserien vilket gjorde att BIK Karlskoga misslyckades att nå SHL. Under Hockeyallsvenska säsongen 2019/20 kom BIK Karlskoga fyra i grundserien men det spelades bara en match i slutspelsserien innan säsongen avbröts på grund av Covid-19 pandemin.

### Västerås IK
Karl Helmersson blev presenterad som tränare för Västerås IK den 12 april 2023 efter sin sejour i BIK Karlskoga. Han skrev på ett kontrakt på två år från säsongen 2023–2024.